# Olympische Sommerspiele 2020/Teilnehmer (Oman)
| Gelbes Symbol für Goldmedaillen mit stilisierten Olympischen Ringen | Graues Symbol für Silbermedaillen mit stilisierten Olympischen Ringen | Braundes Symbol für Bronzemedaillen mit stilisierten Olympischen Ringen |
| ------------------------------------------------------------------- | --------------------------------------------------------------------- | ----------------------------------------------------------------------- |
| —                                                                   | —                                                                     | —                                                                       |

Der Oman nahm an den Olympischen Spielen 2020 in Tokio mit fünf Sportlern in vier Sportarten teil. Es war die insgesamt zehnte Teilnahme an Olympischen Sommerspielen.

## Teilnehmer nach Sportarten

### Gewichtheben
| Athleten               | Wettbewerb              | Reißen  | Reißen | Stoßen  | Stoßen | Zweikampf | Zweikampf | Rang |
| Athleten               | Wettbewerb              | Gewicht | Rang   | Gewicht | Rang   | Gewicht   | Rang      | Rang |
| ---------------------- | ----------------------- | ------- | ------ | ------- | ------ | --------- | --------- | ---- |
| Männer                 |                         |         |        |         |        |           |           |      |
| Amur Salim Al-Khanjari | Mittelgewicht bis 81 kg | 140 kg  | 13     | 177 kg  | 10     | 317 kg    | 10        | 10   |

### Leichtathletik
Laufen und Gehen
| Athleten          | Wettbewerb | Vorlauf | Vorlauf | 1. Runde      | 1. Runde      | Halbfinale    | Halbfinale    | Finale        | Finale        | Rang          |
| Athleten          | Wettbewerb | Zeit    | Rang    | Zeit          | Rang          | Zeit          | Rang          | Zeit          | Rang          | Rang          |
| ----------------- | ---------- | ------- | ------- | ------------- | ------------- | ------------- | ------------- | ------------- | ------------- | ------------- |
| Frauen            |            |         |         |               |               |               |               |               |               |               |
| Mazoon al-Alawi   | 100 m      | 12,35 s | 6       | ausgeschieden | ausgeschieden | ausgeschieden | ausgeschieden | ausgeschieden | ausgeschieden | ausgeschieden |
| Männer            |            |         |         |               |               |               |               |               |               |               |
| Barakat al-Harthi | 100 m      | 10,27 s | 1       | 10,31 s       | 7             | ausgeschieden | ausgeschieden | ausgeschieden | ausgeschieden | ausgeschieden |

### Schießen
| Athleten        | Wettbewerb                                 | Qualifikation   | Qualifikation | Finale          | Finale        | Ringe/ Scheiben | Rang |
| Athleten        | Wettbewerb                                 | Ringe/ Scheiben | Rang          | Ringe/ Scheiben | Rang          | Ringe/ Scheiben | Rang |
| --------------- | ------------------------------------------ | --------------- | ------------- | --------------- | ------------- | --------------- | ---- |
| Männer          |                                            |                 |               |                 |               |                 |      |
| Hamed al-Khatri | 50 m Kleinkalibergewehr Dreistellungskampf | 1148            | 35            | ausgeschieden   | ausgeschieden | 1148            | 35   |

### Schwimmen
| Athleten      | Wettbewerb     | Vorlauf | Vorlauf | Halbfinale    | Halbfinale    | Finale        | Finale        | Rang |
| Athleten      | Wettbewerb     | Zeit    | Rang    | Zeit          | Rang          | Zeit          | Rang          | Rang |
| ------------- | -------------- | ------- | ------- | ------------- | ------------- | ------------- | ------------- | ---- |
| Männer        |                |         |         |               |               |               |               |      |
| Issa Al-Adawi | 100 m Freistil | 51,81 s | 53      | ausgeschieden | ausgeschieden | ausgeschieden | ausgeschieden | 53   |